# Ветеря 3
Ветеря 3 (рос. Ветеря 3) — присілок в Гдовському районі Псковської області Російської Федерації.
Населення становить 17 осіб. Входить до складу муніципального утворення Самолвовська волость.

## Історія
Від 2005 року входить до складу муніципального утворення Самолвовська волость.

## Населення
| 2001 | 2002 | 2010 |
| ---- | ---- | ---- |
| 15   | ↗25  | ↘17  |